# Tarumae
Tarumae lub Tarumai (jap. 樽前山 Tarumae-san, Tarumae-zan) – aktywny stratowulkan w północnej Japonii, na południowo-zachodnim krańcu wyspy Hokkaidō. 

## Opis
Tarumae jest jednym z wulkanów otaczających jezioro Shikotsu. Całość stanowi część Parku Narodowego Shikotsu-Tōya. W jego pobliżu leżą między innymi miasta Tomakomai i Chitose, z których wulkan jest dobrze widoczny.
Ostatnia potwierdzona erupcja wulkanu miała miejsce w lutym 1981 roku.

## Galeria

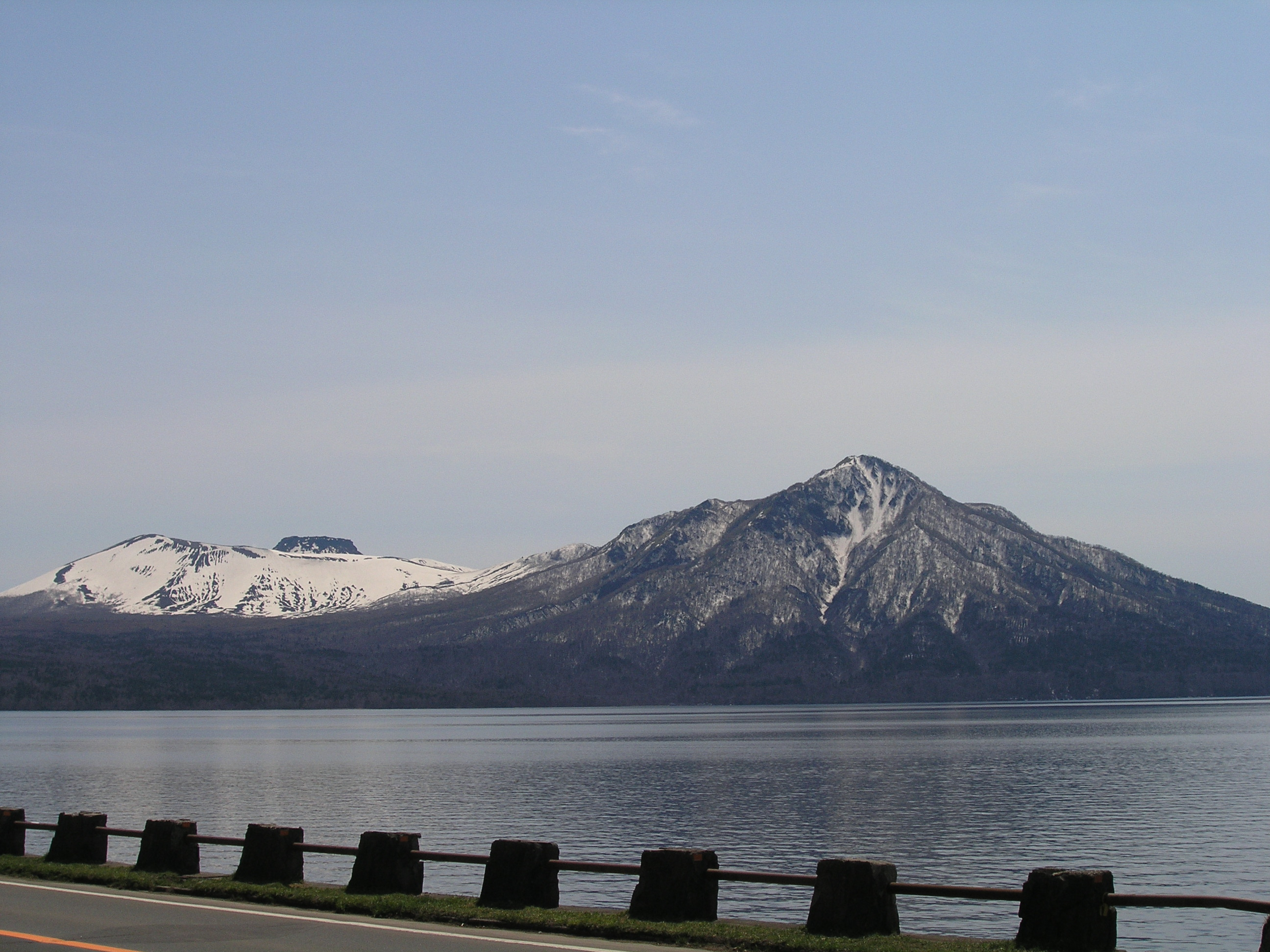
Tarumae (po lewej), Fuppushi (po prawej), jezioro Shikotsu
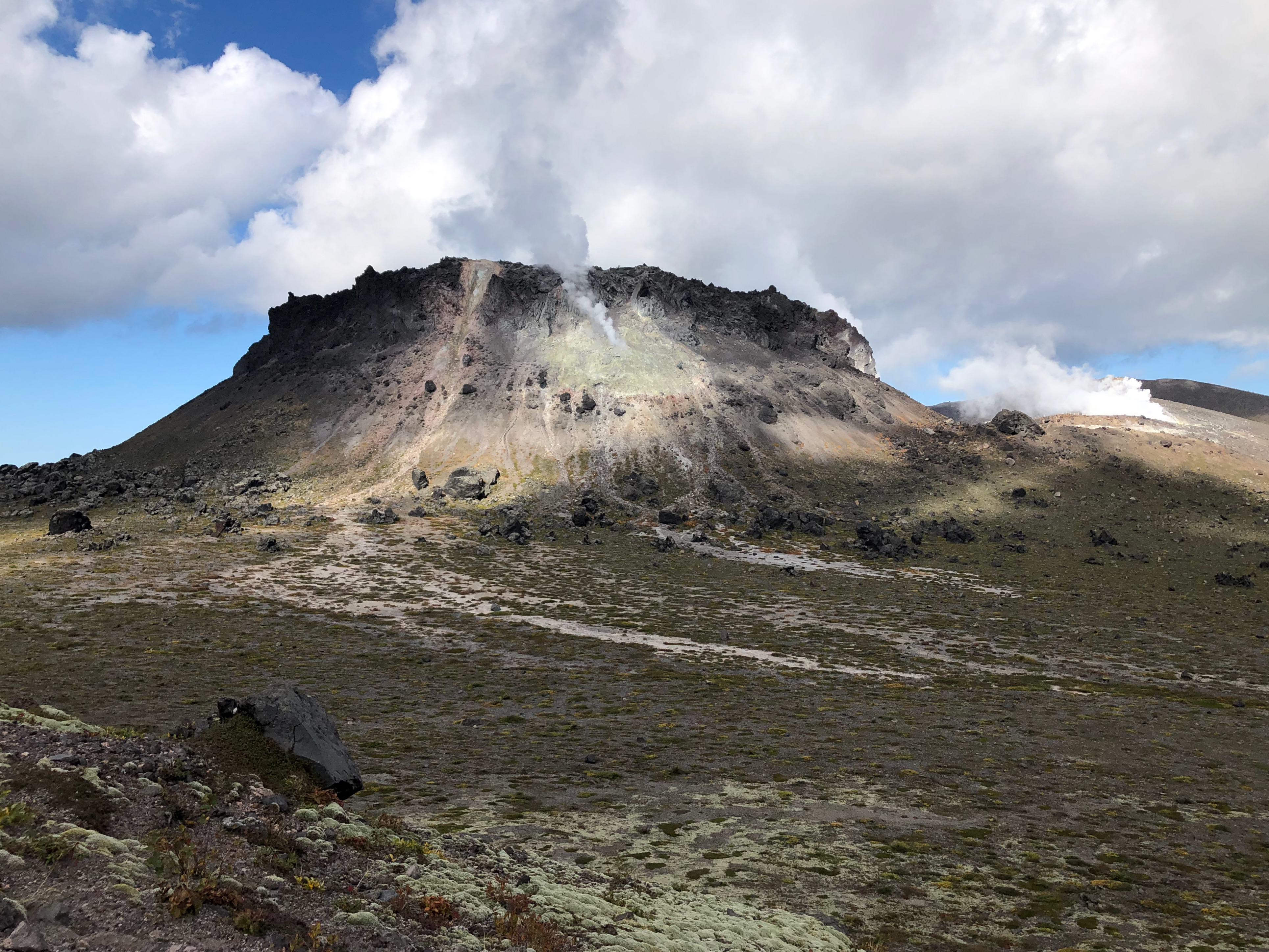
Krater Tarumae